# کارل پوبورسکی
کارل پوبورسکی (انگلیسی: Karel Poborský؛ زادهٔ ۳۰ مارس ۱۹۷۲) یک بازیکن فوتبال اهل جمهوری چک است.
وی همچنین در تیم ملی فوتبال جمهوری چک بازی کرده‌است.